# Sovrani dell'Oman
I Sultani dell'Oman (Imam e Sayyid) dal 1406 ad oggi sono elencati di seguito. Si tenga presente che lo stato dell'Oman moderno è stato costituito solo dopo la detronizzazione di Sa'id bin Taymur nel 1970 con un colpo di stato ad opera del figlio Qabus che ha radicalmente riformato lo stato. In precedenza i sultani dell'Oman erano noti col nome di sultani di Mascate e Oman (1820-1970) ed in precedenza erano chiamati sultani di Mascate (1650-1820) semplicemente. In precedenza l'intero territorio era sottoposto all'autorità temporale degli imam di Oman che dopo l'istituzione del sultanato continuarono a rivestire comunque una carica religiosa importante, contendendosi il potere temporale coi sultani eletti.

## Imam di Oman

### Dinastia Nabhān (1406-1624)
| Ritratto | Nome                   | Inizio del regno | Fine del regno | Note                                                       |
| -------- | ---------------------- | ---------------- | -------------- | ---------------------------------------------------------- |
|          | Makhzum bin al-Fallah  | 1406             | 1435           |                                                            |
|          | Abu l-Hasan dell'Oman  | 1435             | 1451           |                                                            |
|          | Omar bin al-Khattab    | 1451             | 1490           |                                                            |
|          | Omar al-Sharif         | 1490             | 1500           |                                                            |
|          | Muhammad bin Isma'il   | 1500             | 1529           | Imposizione del protettorato portoghese dal 15 aprile 1515 |
|          | Barakat bin Muhammad   | 1529             | 1560           |                                                            |
|          | Abd Allah bin Muhammad | 1560             | 1624           |                                                            |

### Dinastia Āl Yaʿrib (primo regno, 1624-1650)
| Ritratto | Nome              | Inizio del regno | Fine del regno | Note                                                                                   |
| -------- | ----------------- | ---------------- | -------------- | -------------------------------------------------------------------------------------- |
|          | Nasir bin Murshid | 1624             | 1649           |                                                                                        |
|          | Sultan bin Sayf   | 1649             | 1650           | Espulsione dei Portoghesi dal 1º gennaio 1650 e proclamazione del Sultanato di Mascate |

## Sultani di Mascate (1650-1820)

### Dinastia Āl Yaʿrib (primo regno, 1650-1724)
| Ritratto | Nome                             | Inizio del regno | Fine del regno  | Note |
| -------- | -------------------------------- | ---------------- | --------------- | --- |
|          | Sultan bin Sayf                  | 1650             | 1679            | |
|          | Bil'arab bin Sultan              | 1679             | 1692            | Vi è differenza di opinione fra gli storici arabi sulla durata del suo regno. Avrebbe fatto costruire il forte di Gibrin. |
|          | Sayf bin Sultan "Qayd al-Ard"    | 1692             | 15 ottobre 1711 | |
|          | Sultan bin Sayf II               | 15 ottobre 1711  | 1718            | |
|          | Sayf bin Sultan II (primo regno) | 1718             | 2 ottobre 1724  | |

### Dinastia Banu Ghafir (1724-1728)
| Ritratto | Nome               | Inizio del regno | Fine del regno | Note |
| -------- | ------------------ | ---------------- | -------------- | ---- |
|          | Muhammad bin Nasir | 2 ottobre 1724   | 11 marzo 1728  |      |

### Dinastia Āl Yaʿrib (secondo regno, 1728-1749)
| Ritratto | Nome                               | Inizio del regno | Fine del regno | Note                                                                 |
| -------- | ---------------------------------- | ---------------- | -------------- | -------------------------------------------------------------------- |
|          | Sayf bin Sultan II (secondo regno) | 11 marzo 1728    | 20 giugno 1743 | Coreggente con Sultan III bin Murshid bin 'Adi sino al febbraio 1742 |
|          | Bal'arab bin Himyar                | 20 giugno 1743   | 10 giugno 1749 |                                                                      |

### Dinastia Āl Bū Saʿīd (1749-1820)

Lo stendardo reale.

| Ritratto | Nome                                                 | Inizio del regno  | Fine del regno    | Note |
| -------- | ---------------------------------------------------- | ----------------- | ----------------- | --- |
|          | Ahmed ibn Sa'id Al Bu Sa'id                          | 10 giugno 1749    | 15 dicembre 1783  | Fondatore della Dinastia Āl Bū Saʿīd. |
|          | Sa'id bin Ahmad                                      | 15 dicembre 1783  | 1784              | Ultimo discendente in linea maschile di Al Bu Said a ricoprire l'incarico di Imam. Egli abdicò i propri poteri secolari al figlio Hamad e si ritirò a Rustaq dove morì nel 1803. |
|          | Hamad bin Sa'id                                      | 1784              | 13 marzo 1792     | |
|          | Sultan bin Ahmad                                     | 13 marzo 1792     | 20 novembre 1804  | |
|          | Salim bin Sultan e Sa'id II bin Sultan (primo regno) | 20 novembre 1804  | 14 settembre 1806 | Coreggenti |
|          | Sa'id II bin Sultan (secondo regno)                  | 14 settembre 1806 | 1820              | Diviene sultano di Mascate e Oman |

## Sultani di Mascate e Oman (1820-1970)

### Dinastia Āl Bū Saʿīd (1749-1970)

Lo stendardo reale.

| Ritratto | Nome                                | Inizio del regno | Fine del regno   | Note                                                                |
| -------- | ----------------------------------- | ---------------- | ---------------- | ------------------------------------------------------------------- |
|          | Sa'id II bin Sultan (secondo regno) | 1820             | 19 ottobre 1856  | Primo sultano di Mascate e Oman                                     |
|          | Thuwayni bin Sa'id                  | 19 ottobre 1856  | 11 febbraio 1866 | Ucciso                                                              |
|          | Salim II bin Thuwaini               | 11 febbraio 1866 | 3 ottobre 1868   | Deposto                                                             |
|          | Azzan bin Qais                      | 3 ottobre 1868   | 30 gennaio 1871  | Ucciso                                                              |
|          | Turki bin Sa'id                     | 30 gennaio 1871  | 4 giugno 1888    |                                                                     |
|          | Faysal bin Turki                    | 4 giugno 1888    | 9 ottobre 1913   | Imposizione del protettorato britannico a partire dal 20 marzo 1891 |
|          | Taymur bin Faysal                   | 9 ottobre 1913   | 10 febbraio 1932 | Abdica                                                              |
|          | Sa'id III bin Taymur                | 10 febbraio 1932 | 23 luglio 1970   | Deposto dal figlio                                                  |
|          | Qabus bin Sa'id                     | luglio 1970      | 23 luglio 1970   | Divenuto sultano dell'Oman                                          |

## Sultani dell'Oman (1970-oggi)

### Dinastia Āl Bū Saʿīd (1970-oggi)
| Ritratto | Nome              | Inizio del regno | Fine del regno  | Note                                    |
| -------- | ----------------- | ---------------- | --------------- | --------------------------------------- |
|          | Qabus bin Sa'id   | 23 luglio 1970   | 10 gennaio 2020 | In precedenza sultano di Mascate e Oman |
|          | Haitham bin Tariq | 11 gennaio 2020  | in carica       |                                         |